# Anton Blasch
Anton Blasch (ur. 26 kwietnia 1751 w Bílovcu, zm. 30 marca 1832 w Opawie) – czeski malarz aktywny na śląsku i w północnych Morawach.
Kształcił się w Wiedniu. Przed 1788 roku mieszkał w Ołomuńcu; po ślubie z Anną Kathariną Neugebauer w 1788, zamieszkał w Opawie.

## Działalność artystyczna
Tematem jego prac były sceny religijne. Głównie malował jednak portrety, wizerunki mieszczan, wojskowych i urzędników. Swoje prace wykonywał dla zleceniodawców ze Śląska, zarówno tego po stronie niemieckiej jak i austriackiej. Jego styl nawiązywał do sztuki malarzy morawskich; jego obrazy nawiązywały do stylu charakterystycznego dla surowego klasycyzmu. Wiernie odzwierciedlał rysy przedstawianych postaci ale miał kłopoty z anatomią i kompozycją obrazu. W latach 1783–1827, namalował około piętnastu obrazów ołtarzowych, kilka cykli Drogi Krzyżowej i około dziesięciu portretów.
- Portret Johanna Hortha I – 1783, 60,2×42,8 cm, Muzeum Narodowe we Wrocławiu;
- Portret Johanna Hortha I – 1783, 60,2×42,8 cm, Muzeum Narodowe we Wrocławiu;
- Portret Georga Friedricha von Wentzky – 1790, 74×55 cm, Muzeum Narodowe we Wrocławiu